# Ljosanbotn (przystanek kolejowy)
Ljosanbotn holdeplass – kolejowy przystanek osobowy w gminie  Voss w regionie Hordaland w Norwegii, jest oddalona od Oslo Sentralstasjon o 349,37 km.

## Ruch pasażerski
Należy do linii Bergensbanen, Jest elementem kolei aglomeracyjnej w Bergen i obsługuje lokalny ruch do Bergen, Voss i Myrdal. W ciągu dnia odchodzi z niej ok. 3 pociągów (nie wszystkie pociągi SKM).

## Obsługa pasażerów
Wiata. Odprawa podróżnych odbywa się w pociągu.